# Meiogyne ramarowii
Meiogyne ramarowii là loài thực vật có hoa thuộc họ Na. Loài này được (Dunn) Gandhi mô tả khoa học đầu tiên năm 1976.